# Västerfjärden (Lumparland, Åland)
Västerfjärden är en vik i Åland (Finland). Den ligger i den sydöstra delen av landskapet, 17 km öster om huvudstaden Mariehamn.